# 卡里布地区
卡里布地区（英語：Cariboo Regional District）位于加拿大不列颠哥伦比亚省中部，包含魁奈尔、威廉姆斯湖、百里屋、韦尔斯诸城镇，总面积80,629.34 km²，人口62,931。

## 市政区
- 魁奈尔
- 威廉姆斯湖
- 七十里屋
- 威尔斯

## 選區
卡里布地區被分为A, B, C, D, E, F, G, H, I, J, K, L共12個選區。
1. 1 2  . 加拿大統計局. 2022-02-09  [2024-10-25]. （原始内容存档于2023-04-13） （英语）.